# Gildschaft 3 (Quedlinburg)

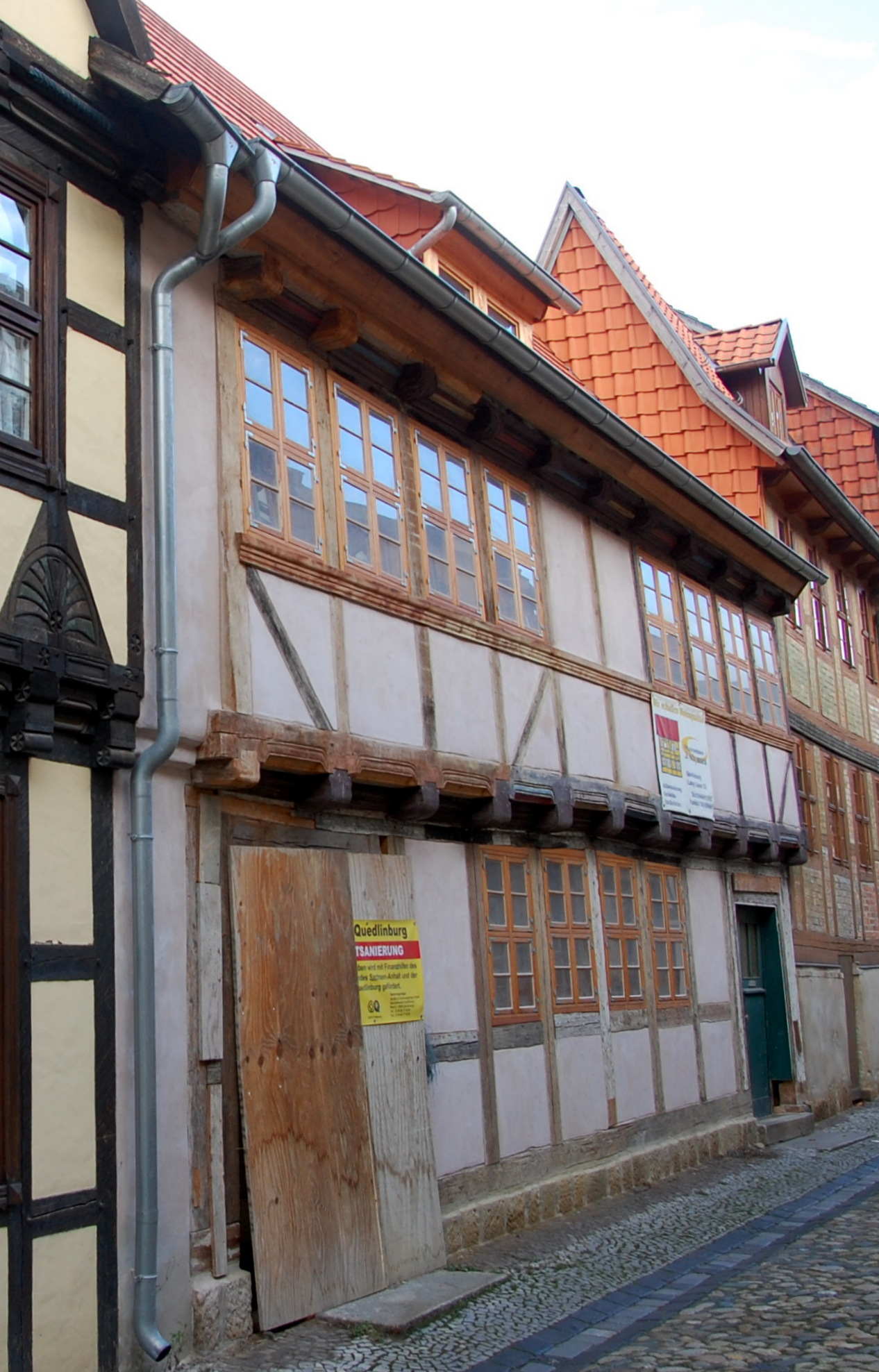
Haus Gildschaft 3

Das Haus Gildschaft 3 ist ein denkmalgeschütztes Gebäude in der Stadt Quedlinburg in Sachsen-Anhalt.

## Lage
Es liegt auf der Nordseite des Quedlinburger Schloßbergs im Stadtteil Westendorf und gehört zum UNESCO-Weltkulturerbe. Im Quedlinburger Denkmalverzeichnis ist es als Wohnhaus eingetragen. Westlich grenzte das ebenfalls denkmalgeschützte Haus Gildschaft 2 an. Es wurde in den 1970er Jahren abgerissen, dann jedoch durch einen Neubau ersetzt, der in seiner Gestaltung weitgehend das Erscheinungsbild des Altbaus aufnimmt.

## Architektur und Geschichte
Das Fachwerkhaus entstand in der Zeit um 1680. Die Stockschwelle des Gebäudes ist mit Schiffskehlen verziert. Das Erdgeschoss wurde in späterer Zeit in massiver Bauweise erneuert. Im Inneren des Hauses befindet sich eine Schwarze Küche, deren Entstehung auf das 17. Jahrhundert datiert wird.